# Huang Shanshan
Huang Shanshan (Fujian, 18 de enero de 1986) es una gimnasta de trampolín china, que ganó el bronce en la competencia individual de los Juegos Olímpicos de Verano de 2004. En los Juegos Olímpicos de verano de 2012, terminó en segundo lugar. 

## Carrera
En el Campeonato Mundial de Trampolín 2003, Huang Shanshan ingresó a la competencia final en tercer lugar.  Desafortunadamente, ella cayó durante su tercer salto y terminó octava en la general.  A pesar de esta decepción, aún era la primera trampolinista china en llegar a la final del Campeonato Mundial. 
Durante la Copa Mundial de Trampolín 2006, ganó campeonatos en dos competiciones individuales celebradas en Suiza y Alemania, logrando un avance histórico para los trampolinistas chinos.  Un deporte con gran importancia a los ojos de la Administración General de Deportes, su avance en la Copa del Mundo aumentaró su confianza a medida que se acerca los Juegos Olímpicos.  Su objetivo en los juegos fue al menos la medalla, pero también quiso estar en la lucha por el oro.  Sin embargo, en los Juegos Olímpicos de 2008, no logró ingresar a la final debido a una caída en la ronda de clasificación. 
En los Juegos Olímpicos de verano de 2012 , se ubicó en segundo lugar en la competencia preliminar y final, ganando una medalla de plata. 

## Principales logros
- Torneo del Campeón Nacional de 1998: primer equipo, segundo individual
- Campeonato Nacional 1999: Primer equipo / individual
- Torneo de Campeones Nacionales 1999: Primer equipo, tercer individuo
- 1999 Campeonato Nacional de Trampolín, Tianjin: Primer equipo femenino, cuarto individual
- 1999 Trampoline World Age Group Championship, Sudáfrica: Segundo, grupo de edad
- Campeonato Nacional 2000 / Torneo de Campeones Nacionales: Primer equipo, segundo individual
- Campeonato Nacional 2001: Primer equipo / individual
- Torneo de Campeones Nacionales de 2001 / Finales de los Juegos Nacionales: Primer equipo, octavo individual
- Campeonato Mundial Juvenil de Trampolín 2001, Sídney: Segundo, individual
- Preliminares de los IX Juegos Nacionales (Campeonato Nacional) 2001: Primero, individual.
- Campeonato mundial de grupos de edad de trampolín 2001, Dinamarca: primero, individual (en el grupo de edad de mujeres de 15-16 años)
- 2001 Las Novenas Finales de los Juegos Nacionales: Primera, equipo femenino.
- Campeonato Nacional 2002: primer sincronizado (con Zheng Xiaojun)
- Torneo Campeón Nacional 2002: Primer equipo / individual
- Campeonato Mundial de Trampolín 2003 : octavo, individual.
- Copa del Mundo 2003, Francia: Segunda individual.
- Campeonato del Mundo 2003, Alemania: Segundo equipo, octavo individual.
- Juegos Olímpicos de Atenas 2004: tercero, salto individual individual femenino, la primera medalla de trampolín de un atleta chino en un evento de trampolín
- Campeonato Nacional 2005: Primero, equipo
- 2005 10 ° Juegos Nacionales: Primero, equipo / individual
- Copa Mundial de Trampolín 2006: Primera individual
- Juegos Olímpicos de Londres 2012: plata